# تشارلز بيتس
تشارلز بيتس (بالإنجليزية: Charles Pitts)‏ هو عازف قيثارة أمريكي، ولد في 7 أبريل 1947 في واشنطن العاصمة في الولايات المتحدة، وتوفي في 1 مايو 2012 في ممفيس في الولايات المتحدة بسبب سرطان.

## وصلات خارجية
- تشارلز بيتس على موقع IMDb (الإنجليزية)
- تشارلز بيتس على موقع ميوزك برينز (الإنجليزية)
- تشارلز بيتس على موقع ديسكوغز (الإنجليزية)